# 5573 Hilarydownes
5573 Hilarydownes eller 1981 QX är en asteroid i huvudbältet som upptäcktes den 24 augusti 1981 av den tjeckiske astronomen Antonín Mrkos vid Kleť-observatoriet i Tjeckien. Den är uppkallad efter Hilary Downes.
Asteroiden har en diameter på ungefär 10 kilometer.